# Plegaria gaucha
Plegaria gaucha es una película de Argentina en blanco y negro dirigida por Julio Irigoyen sobre su propio guion que se estrenó el 7 de julio de 1938 y que tuvo como protagonistas a Aparicio Podestá, Totón Podestá y Manolita Poli.

## Sinopsis
Un gaucho alberga a un desconocido que tratará de enamorar a su esposa y se enfrentará en duelo con aquel.

## Reparto
- Enrique del Cerro
- Nelly Edison
- Álvaro Escobar
- Mecha Midón
- Aparicio Podestá
- Totón Podestá
- Manuelita Poli
- Arturo Sánchez
- Rodolfo Vismara

## Comentario
La crónica de La Razón dijo:

”Nada hay que pueda justificar no un elogio, sino un atenuante a sus fallas. No tiene argumento, no se advierte  dirección, los intérpretes no tienen un momento feliz, la fotografía es francamente defectuosa”

## Producción
El filme fue producido por Buenos Aires Film, una empresa dirigida por Julio Irigoyen que se caracterizaba por producir filmes clase “C” de muy bajo presupuesto y poca calidad artística, que en general eran historias con los personajes característicos de la ciudad: guapos prostitutas, cantores de tango, jugadores en oscuros cafetines, hipódromos y salones aristocráticos. La mayoría eran películas de gauchos o típicamente porteñas, con tango o con canciones de tierra adentro. Es dificultoso acceder a información sobre esas películas, en primer lugar porque una parte no se estrenó en Buenos Aires sino en las provincias del interior de Argentina y también en otros países de América Latina, en segundo término porque Irigoyen no conservaba los negativos y en tercer lugar por el escaso interés que tenía por ellas la prensa especializada.